# Tony de Vit
Tony De Vit (1957. szeptember 12. – 1998. július 2.) kivételes tehetségű, több zenei hullámon átívelő munkásságú DJ-ként vált ismertté. Emellett a "Burnin' Up" és a "To The Limit" maxijai egyaránt felkerültek a Top 40-be.

## Életpályája
De Vit esküvői DJ-ként kezdte pályafutását 1976-ban, még mielőtt rezidens lett volna a Birmingham-i melegek krémjének találkozóhelyén, a Nightingale-ben, ahol pop és Hi-NRG zenét játszott. A nyolcvanas évek elején a Wolverhampton-i Beacon Radio-ban játszott klubzenét Mike Baker esti műsorában, az 1982-ben. De Vit emellett pörgette a lemezeket még a Tin Tins klubban is.
Ezután azonban megváltoztatta a zenéről alkotott koncepcióját, amikor egyszer az akkoriban eléggé kétes hírnevű – az afterpartyk szülőhelyének számító – Trade @ Turnmillsben járt.
Ő maga ezt nyilatkozta erről:
"Megváltoztatta a klubokról alkotott véleményem. Maga volt a tiszta, hamisítatlan energia!"
De Vit ezután otthagyta a Nightingale-t a Birmingham-i szuperklub Chuff Chuff-ért, ahol Hard House-t játszott, kezdetben 35£-ért esténként. Heteken belül a neve együtt szerepelt az akkor már befutottnak számító house-t játszó Sasha-val.
1993-ban végre rezidens lett a Trade-ben. Ekkor kérték fel hogy a Fantazia House Collection második albumára csináljon egy mixet, ami hatalmasat tarolt az angol slágerlistán több mint 100.000 eladott példánnyal. 1995-ben fel is kérte a Fantazia, hogy készítsen egy teljesen saját albumot.
A kilencvenes évek közepén kisebb klubokban játszott Inverness-ben és Cheltenham-ben. Két albumot is jegyez a Global Underground sorozatból: GU 005: Tokyo and GU 001: Tel Aviv.

## Halála
De Vit HIV pozitív volt. 1998. július 2-án halt meg krónikus hörgő- és tüdőgyulladásban valamint az előrehaladott csontvelő károsodás miatt.
A halála után egy tisztázatlan konfliktus miatt évekig porosodtak a munkái egy polcon, de végül mégis kiadtak egy összeállítást a műveiből "Are You All Ready?" címmel a Tidy Trax kiadó gondozásában.